# USS Harry E. Yarnell (CG-17)
USS Harry E. Yarnell – amerykański krążownik rakietowy typu Leahy z okresu zimnej wojny. Wszedł do służby w 1963 roku. Początkowo klasyfikowany jako duży niszczyciel (lider), jednak od 1975 roku, po reformie klasyfikacji okrętów, klasyfikowany jako krążownik rakietowy. Wycofany ze służby w 1993 roku. Złomowany w 2002 roku.

## Historia
Zamówienie na drugi okręt typu Leahy zostało złożone w stoczni Bath Iron Works 11 lipca 1958 roku. Rozpoczęcie budowy nastąpiło 31 maja 1960 roku, wodowanie 9 grudnia 1961 roku. Okręt wszedł do służby 2 lutego 1963 roku.
Podczas jednego ze swoich pierwszych rejsów, 10 kwietnia 1963 roku, uczestniczył w akcji ratunkowej związanej z katastrofą okrętu podwodnego USS „Thresher”. W miejscu ostatniej znanej pozycji poszukiwanego okrętu znalazł jedynie drobne szczątki i plamy oleju.
8 września 1964 roku „Harry E. Yarnell” wypłynął z bazy Norfolk przez Atlantyk na wody europejskie, gdzie uczestniczył m.in. w natowskich ćwiczeniach sił ZOP. Podczas swojego drugiego pobytu na wodach europejskich, 2 stycznia 1966 roku wpłynął na Morze Czarne.
W czerwcu 1990 roku okręt w ramach ćwiczeń morskich BALTOPS 1990 gościł w gdyńskim porcie, gdzie był udostępniony do zwiedzania mieszkańcom. Była to pierwsza wizyta amerykańskiego okrętu w Polsce od 1927 roku, gdy gościł tam USS „Whipple”.
„Harry E. Yarnell” został wycofany ze służby 20 października 1993 i sprzedany na złom 14 kwietnia 1995 roku. Złomowanie zakończyło się w kwietniu 2002 roku.